# Samawa
Samawa (arabe : السماوة) est une ville du sud-est de l'Irak, capitale de la province d'Al-Muthanna. C'est une ville de 200 000 habitants située à 270 kilomètres de Bagdad. La population locale est à majorité chiite.

## Histoire
Pendant la guerre d'Irak qui voit l'invasion du pays par une Coalition dirigée par les États-Unis, la ville est le théâtre d'affrontements en 2003 entre les soldats irakiens et la 82e division aéroportée américaine. Depuis la chute de Saddam Hussein, la ville est l'une des plus sécurisées du pays, l'activité insurgée étant quasiment inexistante.

## Personnalités
- Hassan Shakir (1925-2004), aussi connu sous le nom de Shakir Hassan Al Said, sculpteur, peintre et auteur, est né à Samawa.

## Notes et références

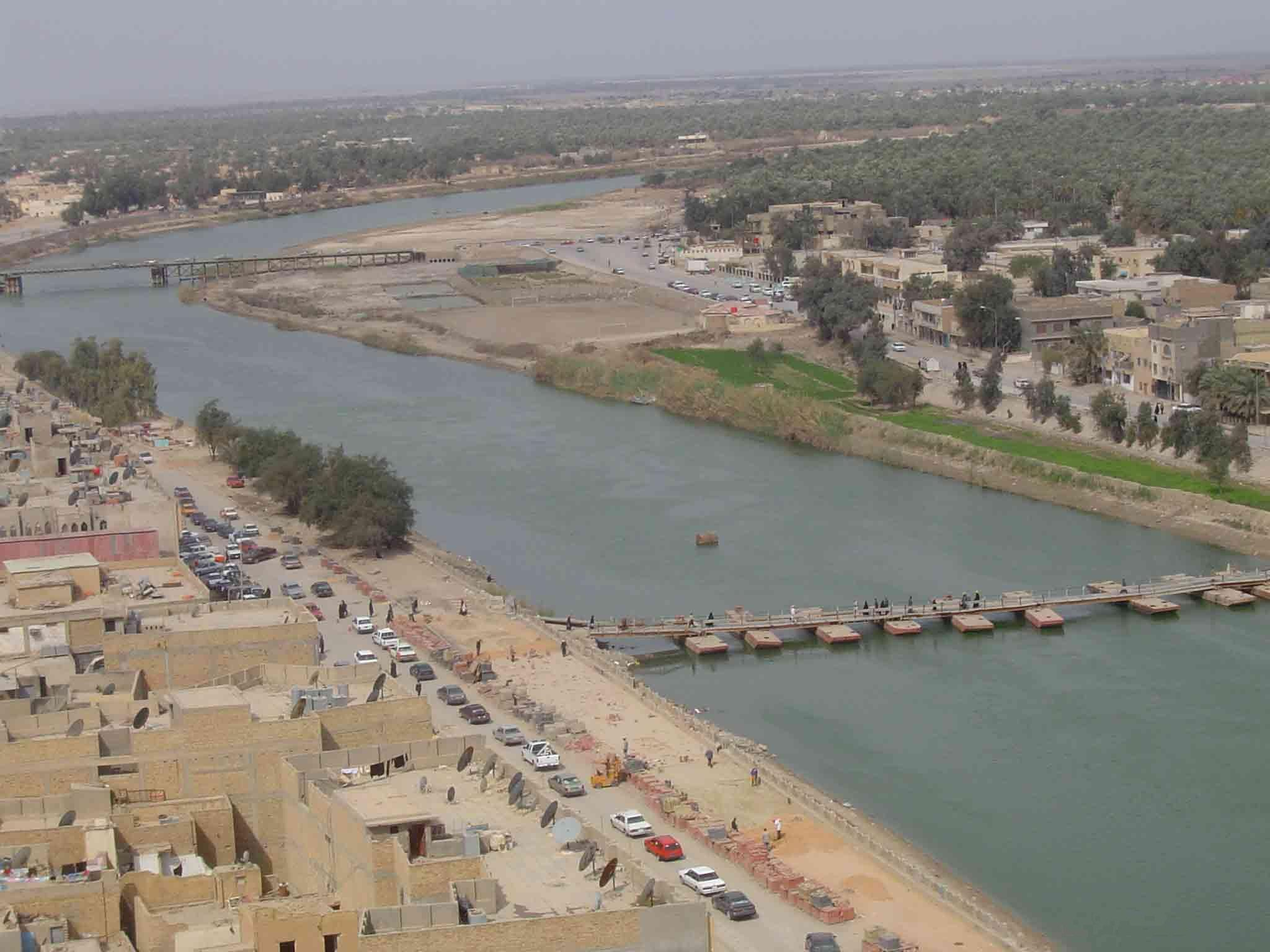
L'Euphrate à Samawa.